# Lista de países da América Central e Caribe por IDH
Esta é uma Lista de países da América Central e Caribe por Índice de Desenvolvimento Humano de acordo com o ano de 2023.

Mapa da América Central

Mais informação Posição, País ...
| Posição                           | País                              | IDH (2023)                        |
| Desenvolvimento humano muito alto | Desenvolvimento humano muito alto | Desenvolvimento humano muito alto |
| --------------------------------- | --------------------------------- | --------------------------------- |
| 1                                 | São Cristóvão e Neves             | 0,838                             |
| 2                                 | Antígua e Barbuda                 | 0,826                             |
| 3                                 | Bahamas                           | 0,820                             |
| 4                                 | Panamá                            | 0,820                             |
| 5                                 | Trindade e Tobago                 | 0,814                             |
| 6                                 | Barbados                          | 0,809                             |
| 7                                 | Costa Rica                        | 0,806                             |
| Desenvolvimento humano alto       |                                   |                                   |
| 8                                 | Granada                           | 0,793                             |
| 9                                 | São Vicente e Granadinas          | 0,772                             |
| 10                                | República Dominicana              | 0,766                             |
| 11                                | Cuba                              | 0,764                             |
| 12                                | Dominica                          | 0,740                             |
| 13                                | Santa Lúcia                       | 0,725                             |
| 14                                | Jamaica                           | 0,706                             |
| 15                                | Belize                            | 0,700                             |
| Desenvolvimento humano médio      |                                   |                                   |
| 16                                | El Salvador                       | 0,674                             |
| 17                                | Nicarágua                         | 0,669                             |
| 18                                | Guatemala                         | 0,629                             |
| 19                                | Honduras                          | 0,624                             |
| 20                                | Haiti                             | 0,552                             |

1. ↑  https://exame.com/mundo/os-paises-mais-e-menos-desenvolvidos-do-mundo-em-2023-segundo-a-onu/ Em falta ou vazio |título= (ajuda)